# Основные начала (Спенсер)
«Основные начала» — основополагающий труд по философии позитивизма, написанный Гербертом Спенсером в 1862 году.

## Содержание

### Соотношение науки и религии
Спенсер стоит на позиции примирения науки и религии. С одной стороны, он признаёт неизбежность и очевидную полезность науки, а с другой, — осознает её пределы, сравнивая развитие науки с надуванием шара: «всякое увеличение его поверхности лишь увеличивает размер его соприкосновения с окружающим незнанием». Отсюда он приходит к позиции релятивизма. Вместе с тем он решительно критикует взгляд, будто религия — это выдумка жрецов. Предметом религии Спенсер называет «нечто, находящееся за пределами опыта», а именно силу, вызывающую всю совокупность движения в нашем мире. Ни одна религия не является для него предпочтительной, но все в той или иной мере выражают истину непознаваемого.

### Концепция философии
Спенсер относит философию к знанию, имеющему своим предметом познаваемое, то есть к науке, однако выделяет её среди прочих наук «наивысшей степенью всеобщности». Отсюда он трактует ключевые философские категории как абстракты. Время — абстракт всех преемственностей, а пространство — абстракт всех сосуществований. Материей Спенсер называет наполненное силой пространство, поскольку основным мерилом материальности считается присутствие силы тяготения. Энергией становится у него сила, проявленная в многообразных движениях.

### Эволюционная теория
Эволюция по мысли Спенсера — это «всеобщий процесс», характеризующийся тремя существенными чертами: интеграцией, дифференциацией и упорядочиванием. Для пояснения своей мысли он приводит разнообразные примеры. Так организм в процессе роста вынужден питаться, то есть интегрировать материю из окружающей среды. Подобным образом феоды складываются в области, а те — в королевства, которые стремятся к общеевропейской федерации. В процессе развития также повсеместно наблюдается дифференциация органов и видов. Однородное яйцо эволюционирует в сложный организм цыплёнка. И, наконец, возрастает упорядоченность.

## Оглавление
- Часть Первая: Непознаваемое.
- Часть Вторая: Познаваемое.